# Лілі Альварес
Лілі Альварес (ісп. Lilí Álvarez; 9 травня 1905 — 8 липня 1998) — колишня іспанська тенісистка.
Найвищу одиночну позицію світового рейтингу — 2 місце досягла 1927 року (за А. Воллісом Маєрсом).
Перемагала на турнірах Великого шолома в парному розряді.

## Фінали турнірів Великого шолома

### Одиночний розряд (3 поразки)
| Результат | Рік  | Турнір                   | Покриття | Суперниця             | Рахунок       |
| --------- | ---- | ------------------------ | -------- | --------------------- | ------------- |
| Поразка   | 1926 | Вімблдонський турнір     | Трава    | Кетлін Маккейн-Годфрі | 2–6, 6–4, 3–6 |
| Поразка   | 1927 | Вімблдонський турнір (2) | Трава    | Гелен Віллс           | 2–6, 4–6      |
| Поразка   | 1928 | Вімблдонський турнір (3) | Трава    | Гелен Віллс           | 2–6, 3–6      |

### Парний розряд (1 перемога)
| Результат | Рік  | Турнір            | Покриття | Партнерка  | Суперниці                     | Рахунок  |
| --------- | ---- | ----------------- | -------- | ---------- | ----------------------------- | -------- |
| Перемога  | 1929 | Чемпіонат Франції | Ґрунт    | Кіа Боуман | Боббі Гайне-Міллер Аліда Неве | 7–5, 6–3 |

### Мікст (1 поразка)
| Результат | Рік  | Турнір            | Покриття | Партнерка   | Суперниці                    | Рахунок       |
| --------- | ---- | ----------------- | -------- | ----------- | ---------------------------- | ------------- |
| Поразка   | 1927 | Чемпіонат Франції | Ґрунт    | Білл Тілден | Марґеріт Брокеді Жан Боротра | 4–6, 6–2, 2–6 |

## Часова шкала турнірів Великого шлему в одиночному розряді
| W | Ф | ПФ | ЧФ | #Р | КТ | К# | DNQ | A | NH |

| Турнір                                 | 1925  | 1926  | 1927  | 1928  | 1929  | 1930  | 1931  | 1932  | 1933  | 1934  | 1935  | 1936  | 1937  | Career SR |
| -------------------------------------- | ----- | ----- | ----- | ----- | ----- | ----- | ----- | ----- | ----- | ----- | ----- | ----- | ----- | --------- |
| Відкритий чемпіонат Австралії з тенісу |       |       |       |       |       |       |       |       |       |       |       |       |       | 0 / 0     |
| Відкритий чемпіонат Франції з тенісу   | 1р    |       | ЧФ    |       |       | ПФ    | ПФ    | 3р    |       |       | 1р    | ПФ    | ПФ    | 0 / 8     |
| Вімблдонський турнір                   |       | Ф     | Ф     | Ф     | 4р    | 1р    | 3р    |       |       |       | 2р    | 4р    | 4р    | 0 / 9     |
| Відкритий чемпіонат США з тенісу       |       |       |       |       |       |       |       |       |       |       |       |       |       | 0 / 0     |
| SR                                     | 0 / 1 | 0 / 1 | 0 / 2 | 0 / 1 | 0 / 1 | 0 / 2 | 0 / 2 | 0 / 1 | 0 / 0 | 0 / 0 | 0 / 2 | 0 / 2 | 0 / 2 | 0 / 17    |